# Eldar Nizamoutdinov
Eldar Felekhdinovitch Nizamoutdinov (en russe : Эльдар Фэлэхдинович Низамутдинов) est un footballeur russe né le 31 mai 1981 à Kostroma. Il joue actuellement pour le Chinnik Iaroslavl.

## Biographie
Né et formé dans la ville de Kostroma, Eldar Nizamoutdinov intègre en 2000 l'équipe première du club local du Spartak pour qui il fait la même année ses débuts professionnels en troisième division russe, à l'âge de 19 ans. Peu utilisé, il s'en va en 2002 au Volotchanine Vychni Volotchek avec qui il connaît une saison très réussie en inscrivant 18 buts en 36 rencontres dans le groupe Ouest.
Cette performance lui vaut d'être recruté en début d'année 2003 par le Rotor Volgograd, avec qui il fait alors ses débuts en première division, marquant notamment un but contre le Rubin Kazan le 24 mai. Il demeure cependant très peu utilisé avec seulement sept entrées en jeu lors de la première partie de saison et il décide alors de s'en aller pour l'Oural Iekaterinbourg où il termine l'année au deuxième échelon. Il rejoint ensuite l'Arsenal Toula pour la saison 2004 avant de redescendre au troisième échelon dans un premier temps au Baltika Kaliningrad en 2005 puis au Nosta Novotroïtsk entre 2006 et 2007, enchaînant durant ces trois dernières années 15 buts en moyenne par saison.
Ses performances dans les échelons inférieurs lui permettent de faire son retour dans l'élite en signant en faveur du FK Khimki lors de la saison 2008. Sous ces couleurs, il est buteur à neuf reprises et contribue grandement au maintien de l'équipe en fin d'année. Moins utilisé et moins prolifique avec seulement un but lors de la première partie de l'exercice 2009, il obtient tout de même un prêt au Spartak Moscou pour la fin de saison, y jouant cinq matchs pour un but marqué contre le Tom Tomsk. Il est ensuite prêté une nouvelle fois à l'Alania Vladikavkaz pour la saison 2010, ne marquant là encore qu'un seul but tandis que le club est relégué en fin d'année.
Cette dernière année est sa dernière dans l'élite, Nizamoutdinov revenant par la suite en deuxième division en rejoignant le Chinnik Iaroslavl. Pour sa première saison, il est buteur à quatorze reprises en championnat tandis que le club atteint la quatrième place et se qualifie pour les barrages de promotion, finalement perdus contre le FK Rostov. Il reste par la suite trois autres saisons, marquant notamment onze fois lors de l'exercice 2014-2015. Il quitte brièvement Iaroslavl en faveur du Ienisseï Krasnoïarsk lors de la saison 2015-2016 avant de revenir par la suite au Chinnik où il évolue depuis.

## Statistiques
| Saison                | Club                             | Championnat           | Championnat | Championnat | Coupe(s) nationale(s) | Coupe(s) nationale(s) | Total | Total |
| Saison                | Club                             | Division              | M.          | B.          | M.                    | B.                    | M.    | B.    |
| 2000                  | Spartak Kostroma                 | D3                    | 12          | 0           | -                     | -                     | 12    | 0     |
| 2001                  | Spartak Kostroma                 | D3                    | 10          | 0           | -                     | -                     | 10    | 0     |
| 2002                  | Volotchanine-89 Vychni Volotchek | D3                    | 36          | 18          | 1                     | 0                     | 37    | 18    |
| 2003                  | Rotor Volgograd                  | D1                    | 7           | 1           | 3                     | 1                     | 10    | 2     |
| 2003                  | Oural Iekaterinbourg             | D2                    | 14          | 4           | 1                     | 0                     | 15    | 4     |
| 2004                  | Arsenal Toula                    | D2                    | 38          | 2           | 2                     | 2                     | 40    | 4     |
| 2005                  | Baltika Kaliningrad              | D3                    | 30          | 17          | 2                     | 0                     | 32    | 17    |
| 2006                  | Nosta Novotroïtsk                | D3                    | 23          | 14          | 2                     | 1                     | 25    | 15    |
| 2007                  | Nosta Novotroïtsk                | D2                    | 33          | 16          | 1                     | 0                     | 34    | 16    |
| 2008                  | FK Khimki                        | D1                    | 28          | 9           | -                     | -                     | 28    | 9     |
| 2009                  | FK Khimki                        | D1                    | 17          | 1           | 2                     | 0                     | 19    | 1     |
| 2009                  | Spartak Moscou (prêt)            | D1                    | 5           | 1           | -                     | -                     | 5     | 1     |
| 2010                  | Alania Vladikavkaz (prêt)        | D1                    | 23          | 1           | 2                     | 0                     | 25    | 1     |
| Sous-total            | Sous-total                       | Sous-total            | 276         | 84          | 16                    | 4                     | 292   | 88    |
| 2011-2012             | Chinnik Iaroslavl                | D2                    | 51          | 14          | 1                     | 0                     | 52    | 14    |
| 2012-2013             | Chinnik Iaroslavl                | D2                    | 27          | 2           | -                     | -                     | 27    | 2     |
| 2013-2014             | Chinnik Iaroslavl                | D2                    | 19          | 3           | -                     | -                     | 19    | 3     |
| 2014-2015             | Chinnik Iaroslavl                | D2                    | 28          | 11          | 2                     | 0                     | 30    | 11    |
| Sous-total            | Sous-total                       | Sous-total            | 125         | 30          | 3                     | 0                     | 128   | 30    |
| 2015-2016             | Ienisseï Krasnoïarsk             | D2                    | 30          | 6           | 1                     | 0                     | 31    | 6     |
| Sous-total            | Sous-total                       | Sous-total            | 30          | 6           | 1                     | 0                     | 31    | 6     |
| 2016-2017             | Chinnik Iaroslavl                | D2                    | 29          | 6           | 1                     | 0                     | 30    | 6     |
| 2017-2018             | Chinnik Iaroslavl                | D2                    | 31          | 8           | 4                     | 0                     | 35    | 8     |
| 2018-2019             | Chinnik Iaroslavl                | D2                    | 27          | 5           | -                     | -                     | 27    | 5     |
| 2019-2020             | Chinnik Iaroslavl                | D2                    | 24          | 9           | 3                     | 0                     | 27    | 9     |
| 2020-2021             | Chinnik Iaroslavl                | D2                    | 35          | 9           | 1                     | 0                     | 36    | 9     |
| Sous-total            | Sous-total                       | Sous-total            | 146         | 37          | 9                     | 0                     | 155   | 37    |
| Total sur la carrière | Total sur la carrière            | Total sur la carrière | 577         | 157         | 29                    | 4                     | 606   | 161   |